# Wilhelm Kasperlik
Wilhelm Kasperlik (ur. 6 września 1873 w Zarzeczu, zm. 24 grudnia 1958 w Cieszynie) – polski duchowny katolicki, wikariusz generalny diecezji katowickiej, wikariusz generalny dla Śląska Cieszyńskiego.

## Biografia
Wilhelm Kasperlik urodził się w Zarzeczu na Ślasku Cieszyńskim, w rodzinie nauczyciela Józefa i Marii z d. Wrabel. Był rodzonym bratem tytularnego generała brygady Wojska Polskiego Karola Kasperlika. Studia filozoficzno-teologiczne ukończył w Ołomuńcu. Święcenia kapłańskie przyjął z rąk bpa Teodora Kohna 5 lipca 1899. Następnie pracował w parafiach w Skoczowie, Boguminie, Cieszynie i Dziedzicach. W 1921 kard. Adolf Bertram mianował go kanclerzem generalnego wikariatu dla polskiej części Śląska Cieszyńskiego. Urząd ten pełnił do momentu powstania nowej diecezji katowickiej w 1925. W 1926 został oficjałem sądu biskupiego w Katowicach. W latach 1927–1934 był wikariuszem generalnym diecezji katowickiej, w latach 1938-1940 wikariuszem generalnym dla zaolziańskiej części Śląska Cieszyńskiego oraz dla dekanatów: cieszyńskiego, skoczowskiego, strumieńskiego i bielskiego. W latach 1945–1950 pełnił urząd wikariusza generalnego dla Śląska Cieszyńskiego. W 1929 Pius XI obdarzył go godnością protonotariusza apostolskiego ad instar participantium. W ostatnich latach życia ks. Kasperlik mieszkał w klasztorze elżbietanek w Cieszynie, gdzie zmarł 24 grudnia 1958. Został pochowany na cmentarzu komunalnym w Cieszynie.

## Poświęcone kościoły
Infułat Wilhelm Kasperlik dokonał poświęcenia następujących świątyń katolickich na Górnym Śląsku:
- 7 października 1928 – kościół św. Teresy od Dzieciątka Jezus w Chwałowicach
- 26 października 1930 – drewniany kościół w Piotrowicach (Katowice)
- 21 grudnia 1930 – kościół NMP Wspomożenia Wiernych na Wełnowcu (Katowice)
- 29 listopada 1931 – kościół św. Józefa w Świętochłowicach
- 10 września 1933 – kościół św. Pawła Apostoła w Pawłowie (Zabrze)
- 3 grudnia 1933 – kościół Trójcy Przenajświętszej w Szarleju (Piekary Śląskie)
- 17 maja 1936 – kościół św. Urbana w Paniówkach (kamień węgielny)
- 2 sierpnia 1936 – stary kościół w katowickim Ochojcu
- 4 maja 1937 – kościół św. Jana Nepomucena w Przyszowicach (kamień węgielny)[3]
- 10 października 1937 – kościół św. Andrzeja Boboli w Czerwionce-Leszczynach
- 13 października 1937 – kościół NSPJ w Paprocanach (Tychy)